# Altenheimseelsorge
Die Altenheimseelsorge ist die spezielle Seelsorge in der stationären Altenhilfe. In Deutschland wird diese Form der Seelsorge von hauptamtlichen Seelsorgern wie Pfarrern, Diakonen, Pastoralreferenten und Gemeindereferenten ausgeübt sowie von entsprechend qualifizierten Mitarbeitern der Pflege, der Betreuung oder ehrenamtlich Tätigen. Eine solche Qualifikation kann z. B. über eine Ausbildung zum „Seelsorglichen Begleiter“ erworben werden. Altenheimseelsorge richtet sich an Bewohner, Angehörige und Mitarbeiter von Altenhilfeeinrichtungen.

## Tätigkeitsfeld
Angebote der Altenheimseelsorge sind Besuche der Bewohner, seelsorgliche Gespräche und Beistand, z. B. nach dem Einzug ins Altenheim, zu besonderen Anlässen und in Krisensituationen. Es können regelmäßige Gottesdienste in der Einrichtung angeboten werden sowie die Vernetzung mit der örtlichen Kirchengemeinde hergestellt werden. Auch die Begleitung von Angehörigen, ehrenamtlichen und hauptamtlichen Mitarbeitern kann zu den Aufgaben gehören sowie die Unterstützung bei ethischen Fragestellungen (z. B. Patientenverfügung, künstliche Ernährung). Des Weiteren gehören die christliche Sterbebegleitung und die Krankensalbung, in der katholischen Kirche die Heilige Ölung, zu den Aufgaben.
Bei der Betreuung dementer Menschen werden auch in der Seelsorge Methoden der Validation angewandt.

## Rechtliche Rahmenbedingungen, Qualifizierung
Der Begriff Altenheimseelsorge ist kein geschützter Begriff und es gibt keine rechtlichen Rahmenbedingungen. Als Grundlage können von Caritas oder Diakonie entwickelte Leitlinien, Ausführungsbestimmungen und Rahmenbedingungen dienen.
Weiterbildungen werden in Deutschland von den Landeskirchen und Bistümern, Diakonie, Caritas oder Kirchengemeinden angeboten.